# Élections cantonales de 2001 dans la Vienne
Les élections cantonales ont eu lieu les 11 et 18 mars 2001.

## Contexte départemental

### Assemblée départementale sortante
Avant les élections, le conseil général de la Vienne est présidé par René Monory (UDF). Il comprend 38 conseillers généraux issus des 38 cantons de la Vienne ; 19 d'entre eux sont renouvelables lors de ces élections.
| Parti                              | Sigle    | Élus |
| ---------------------------------- | -------- | ---- |
| Majorité (23 sièges)               |          |      |
| Divers droite                      | DVD      | 9    |
| Union pour la démocratie française | UDF      | 9    |
| Rassemblement pour la République   | RPR      | 4    |
| UDF apparenté                      | UDF app. | 1    |
| Opposition (15 sièges)             |          |      |
| Parti socialiste                   | PS       | 11   |
| Parti communiste français          | PCF      | 3    |
| Divers gauche                      | DVG      | 1    |
| Président du conseil général       |          |      |
| René Monory (UDF)                  |          |      |

## Résultats à l'échelle du département

### Résultats en nombre de sièges
| Parti | Sièges mis en jeu | Élus | Évolution |
| ----- | ----------------- | ---- | --------- |
| PCF   | 2                 | 1    | -1        |
| PS    | 7                 | 7    | =         |
| UDF   | 3                 | 3    | =         |
| DVD   | 4                 | 5    | +1        |
| RPR   | 3                 | 3    | =         |

### Assemblée départementale à l'issue des élections
| Parti                              | Sigle    | Élus |
| ---------------------------------- | -------- | ---- |
| Majorité (24 sièges)               |          |      |
| Divers droite                      | DVD      | 10   |
| Union pour la démocratie française | UDF      | 9    |
| Rassemblement pour la République   | RPR      | 4    |
| UDF apparenté                      | UDF app. | 1    |
| Opposition (14 sièges)             |          |      |
| Parti socialiste                   | PS       | 11   |
| Parti communiste français          | PCF      | 2    |
| Divers gauche                      | DVG      | 1    |
| Président du conseil général       |          |      |
| René Monory (UDF)                  |          |      |

## Résultats par canton

### Canton d'Availles-Limouzine
| Candidats      | Candidats           | Étiquette      | Premier tour | Premier tour | Second tour | Second tour |
| Candidats      | Candidats           | Étiquette      | Voix         | %            | Voix        | %           |
| -------------- | ------------------- | -------------- | ------------ | ------------ | ----------- | ----------- |
|                | Roland Debiais      | DVD            | 795          | 40,01        | 1 131       | 59,25       |
|                | Raymond Brunet*     | PCF            | 597          | 30,05        | 778         | 40,75       |
|                | Jean-Michel Clément | PS             | 397          | 17,41        |             |             |
|                | Jacques Martin      | DVD            | 190          | 9,56         |             |             |
|                | Michel Chéron       | Verts          | 59           | 2,97         |             |             |
|                |                     |                |              |              |             |             |
| Inscrits       | Inscrits            | Inscrits       | 2 529        | 100,00       | 2 528       | 100,00      |
| Abstentions    | Abstentions         | Abstentions    | 469          | 18,54        | 547         | 21,64       |
| Votants        | Votants             | Votants        | 2 060        | 81,46        | 1 981       | 78,36       |
| Blancs et nuls | Blancs et nuls      | Blancs et nuls | 73           | 3,54         | 72          | 3,63        |
| Exprimés       | Exprimés            | Exprimés       | 1 987        | 96,46        | 1 909       | 96,37       |

*sortant

### Canton de Châtellerault-Nord
| Candidats      | Candidats           | Étiquette      | Premier tour | Premier tour |
| Candidats      | Candidats           | Étiquette      | Voix         | %            |
| -------------- | ------------------- | -------------- | ------------ | ------------ |
|                | Jean-Pierre Abelin* | UDF            | 3 352        | 58,57        |
|                | Catherine Barril    | Verts          | 894          | 15,62        |
|                | Chantal Vacheron    | PCF            | 727          | 12,70        |
|                | Patrice Villeret    | EXG            | 376          | 6,57         |
|                | Gérard Sinople      | FN             | 249          | 4,35         |
|                | Evelyne Gesbert     | MNR            | 125          | 2,18         |
|                |                     |                |              |              |
| Inscrits       | Inscrits            | Inscrits       | 10 808       | 100,00       |
| Abstentions    | Abstentions         | Abstentions    | 4 768        | 44,12        |
| Votants        | Votants             | Votants        | 6 040        | 55,88        |
| Blancs et nuls | Blancs et nuls      | Blancs et nuls | 317          | 5,25         |
| Exprimés       | Exprimés            | Exprimés       | 5 723        | 94,75        |

*sortant

### Canton de Dangé-Saint-Romain
| Candidats      | Candidats           | Étiquette      | Premier tour | Premier tour | Second tour | Second tour |
| Candidats      | Candidats           | Étiquette      | Voix         | %            | Voix        | %           |
| -------------- | ------------------- | -------------- | ------------ | ------------ | ----------- | ----------- |
|                | Guy Monjalon*       | PS             | 2 391        | 47,47        | 2 374       | 58,85       |
|                | Robert Stanghellini | DVD            | 1 873        | 37,18        | 1 660       | 41,15       |
|                | Jean-Louis Moreau   | PCF            | 428          | 8,50         |             |             |
|                | Jean-Marie Laraque  | FN             | 345          | 6,85         |             |             |
|                |                     |                |              |              |             |             |
| Inscrits       | Inscrits            | Inscrits       | 7 188        | 100,00       | 7 189       | 100,00      |
| Abstentions    | Abstentions         | Abstentions    | 1 878        | 26,13        | 3 021       | 42,02       |
| Votants        | Votants             | Votants        | 5 310        | 73,87        | 4 168       | 57,98       |
| Blancs et nuls | Blancs et nuls      | Blancs et nuls | 273          | 5,14         | 134         | 3,21        |
| Exprimés       | Exprimés            | Exprimés       | 5 037        | 94,86        | 4 034       | 96,79       |

*sortant

### Canton de Gençay
| Candidats      | Candidats              | Étiquette      | Premier tour | Premier tour |
| Candidats      | Candidats              | Étiquette      | Voix         | %            |
| -------------- | ---------------------- | -------------- | ------------ | ------------ |
|                | Arnaud Lepercq*        | RPR            | 2 649        | 61,79        |
|                | Jean-Pierre Bernardeau | PCF            | 748          | 17,45        |
|                | Robert Rochaud         | Verts          | 645          | 15,05        |
|                | Hubert Adeline         | FN             | 178          | 4,15         |
|                | Pierre Tison           | MNR            | 67           | 1,56         |
|                |                        |                |              |              |
| Inscrits       | Inscrits               | Inscrits       | 6 136        | 100,00       |
| Abstentions    | Abstentions            | Abstentions    | 1 564        | 25,49        |
| Votants        | Votants                | Votants        | 4 572        | 74,51        |
| Blancs et nuls | Blancs et nuls         | Blancs et nuls | 285          | 6,23         |
| Exprimés       | Exprimés               | Exprimés       | 4 287        | 93,77        |

*sortant

### Canton de L'Isle-Jourdain
| Candidats      | Candidats           | Étiquette      | Premier tour | Premier tour | Second tour | Second tour |
| Candidats      | Candidats           | Étiquette      | Voix         | %            | Voix        | %           |
| -------------- | ------------------- | -------------- | ------------ | ------------ | ----------- | ----------- |
|                | Jean-Claude Cubaud* | PS             | 1 117        | 32,72        | 1 554       | 53,48       |
|                | Jean-Hubert Bussac  | DVD            | 986          | 28,88        | 1 352       | 46,52       |
|                | Yves Jean           | Verts          | 671          | 19,65        |             |             |
|                | Bruno Rideau        | PCF            | 508          | 14,88        |             |             |
|                | Brigitte Leroy      | FN             | 132          | 3,87         |             |             |
|                |                     |                |              |              |             |             |
| Inscrits       | Inscrits            | Inscrits       | 4 508        | 100,00       | 4 508       | 100,00      |
| Abstentions    | Abstentions         | Abstentions    | 948          | 21,03        | 1 432       | 31,77       |
| Votants        | Votants             | Votants        | 3 560        | 78,97        | 3 076       | 68,23       |
| Blancs et nuls | Blancs et nuls      | Blancs et nuls | 146          | 4,10         | 170         | 5,53        |
| Exprimés       | Exprimés            | Exprimés       | 3 414        | 95,90        | 2 906       | 94,47       |

*sortant

### Canton de Lencloître
| Candidats      | Candidats        | Étiquette      | Premier tour | Premier tour |
| Candidats      | Candidats        | Étiquette      | Voix         | %            |
| -------------- | ---------------- | -------------- | ------------ | ------------ |
|                | Henri Colin*     | DVD            | 3 054        | 71,19        |
|                | Jacqueline Roger | PCF            | 755          | 17,60        |
|                | Bruno Massonneau | Verts          | 270          | 6,29         |
|                | Christine Renaux | FN             | 211          | 4,92         |
|                |                  |                |              |              |
| Inscrits       | Inscrits         | Inscrits       | 6 337        | 100,00       |
| Abstentions    | Abstentions      | Abstentions    | 1 893        | 29,87        |
| Votants        | Votants          | Votants        | 4 444        | 70,13        |
| Blancs et nuls | Blancs et nuls   | Blancs et nuls | 154          | 3,47         |
| Exprimés       | Exprimés         | Exprimés       | 4 290        | 96,53        |

*sortant

### Canton de Montmorillon
| Candidats      | Candidats           | Étiquette      | Premier tour | Premier tour |
| Candidats      | Candidats           | Étiquette      | Voix         | %            |
| -------------- | ------------------- | -------------- | ------------ | ------------ |
|                | Guillaume de Russé* | RPR            | 3 084        | 53,60        |
|                | Jean Clochard       | DVG            | 1 498        | 26,03        |
|                | Joël Labracherie    | PCF            | 848          | 14,74        |
|                | Daniel Ragueneau    | FN             | 205          | 3,56         |
|                | Olivier Landrault   | MNR            | 119          | 2,07         |
|                |                     |                |              |              |
| Inscrits       | Inscrits            | Inscrits       | 8 156        | 100,00       |
| Abstentions    | Abstentions         | Abstentions    | 2 024        | 24,82        |
| Votants        | Votants             | Votants        | 6 132        | 75,18        |
| Blancs et nuls | Blancs et nuls      | Blancs et nuls | 378          | 6,16         |
| Exprimés       | Exprimés            | Exprimés       | 5 754        | 93,84        |

*sortant

### Canton de Monts-sur-Guesnes
| Candidats      | Candidats        | Étiquette      | Premier tour | Premier tour |
| Candidats      | Candidats        | Étiquette      | Voix         | %            |
| -------------- | ---------------- | -------------- | ------------ | ------------ |
|                | Bruno Belin      | UDF            | 1 583        | 64,69        |
|                | Michel Provost   | DVG            | 416          | 17,00        |
|                | Patrice Tremblay | DVD            | 362          | 14,79        |
|                | Claude Mallet    | FN             | 86           | 3,51         |
|                |                  |                |              |              |
| Inscrits       | Inscrits         | Inscrits       | 3 007        | 100,00       |
| Abstentions    | Abstentions      | Abstentions    | 476          | 15,83        |
| Votants        | Votants          | Votants        | 2 531        | 84,17        |
| Blancs et nuls | Blancs et nuls   | Blancs et nuls | 84           | 3,32         |
| Exprimés       | Exprimés         | Exprimés       | 2 447        | 96,98        |

### Canton de Poitiers-1
| Candidats      | Candidats            | Étiquette      | Premier tour | Premier tour | Second tour | Second tour |
| Candidats      | Candidats            | Étiquette      | Voix         | %            | Voix        | %           |
| -------------- | -------------------- | -------------- | ------------ | ------------ | ----------- | ----------- |
|                | Maurice Monange*     | PS             | 2 196        | 38,40        | 2 762       | 51,36       |
|                | Patrice Auzanneau    | DVD            | 2 187        | 38,24        | 2 616       | 48,64       |
|                | Eric Joyaux          | Verts          | 770          | 13,46        |             |             |
|                | Nicole Benesse       | PCF            | 253          | 4,42         |             |             |
|                | Pierre Sèvre         | FN             | 176          | 3,08         |             |             |
|                | Claudie Papon-Guérin | MNR            | 137          | 2,40         |             |             |
|                |                      |                |              |              |             |             |
| Inscrits       | Inscrits             | Inscrits       | 9 544        | 100,00       | 9 544       | 100,00      |
| Abstentions    | Abstentions          | Abstentions    | 3 595        | 37,67        | 3 954       | 41,43       |
| Votants        | Votants              | Votants        | 5 949        | 62,33        | 5 590       | 58,57       |
| Blancs et nuls | Blancs et nuls       | Blancs et nuls | 230          | 3,87         | 212         | 3,79        |
| Exprimés       | Exprimés             | Exprimés       | 5 719        | 96,13        | 5 378       | 96,21       |

*sortant

### Canton de Poitiers-2
| Candidats      | Candidats              | Étiquette      | Premier tour | Premier tour | Second tour | Second tour |
| Candidats      | Candidats              | Étiquette      | Voix         | %            | Voix        | %           |
| -------------- | ---------------------- | -------------- | ------------ | ------------ | ----------- | ----------- |
|                | Bertrand Royer         | PS             | 2 572        | 40,30        | 3 248       | 60,73       |
|                | Jean-Jacques Cheneseau | RPR            | 1 938        | 30,37        | 2 100       | 39,27       |
|                | Julie Le Bihen         | Verts          | 997          | 15,62        |             |             |
|                | Vincent Mauger         | PCF            | 286          | 4,48         |             |             |
|                | Michel Passot          | FN             | 228          | 3,57         |             |             |
|                | Ludovic Gaillard       | EXG            | 225          | 3,53         |             |             |
|                | Chantal Gesbert-Tison  | MNR            | 136          | 2,13         |             |             |
|                |                        |                |              |              |             |             |
| Inscrits       | Inscrits               | Inscrits       | 11 469       | 100,00       | 11 469      | 100,00      |
| Abstentions    | Abstentions            | Abstentions    | 4 724        | 41,19        | 5 793       | 50,51       |
| Votants        | Votants                | Votants        | 6 745        | 58,51        | 5 676       | 49,49       |
| Blancs et nuls | Blancs et nuls         | Blancs et nuls | 363          | 5,38         | 328         | 5,78        |
| Exprimés       | Exprimés               | Exprimés       | 6 382        | 94,62        | 5 348       | 94,22       |

### Canton de Poitiers-3
| Candidats      | Candidats         | Étiquette      | Premier tour | Premier tour | Second tour | Second tour |
| Candidats      | Candidats         | Étiquette      | Voix         | %            | Voix        | %           |
| -------------- | ----------------- | -------------- | ------------ | ------------ | ----------- | ----------- |
|                | Jacques Grandon*  | UDF            | 2 910        | 45,36        | 3 137       | 50,30       |
|                | Michel Touchard   | DVG            | 2 327        | 36,27        | 3 099       | 49,70       |
|                | Daniel Lhomond    | Verts          | 917          | 14,29        |             |             |
|                | Christian Paulet  | FN             | 167          | 2,60         |             |             |
|                | Ghislaine Bergeon | MNR            | 95           | 1,48         |             |             |
|                |                   |                |              |              |             |             |
| Inscrits       | Inscrits          | Inscrits       | 11 052       | 100,00       | 11 052      | 100,00      |
| Abstentions    | Abstentions       | Abstentions    | 4 345        | 39,31        | 4 549       | 41,16       |
| Votants        | Votants           | Votants        | 6 707        | 60,69        | 6 503       | 58,84       |
| Blancs et nuls | Blancs et nuls    | Blancs et nuls | 291          | 4,34         | 267         | 4,11        |
| Exprimés       | Exprimés          | Exprimés       | 6 416        | 95,66        | 6 236       | 95,89       |

*sortant

### Canton de Poitiers-5
| Candidats      | Candidats          | Étiquette      | Premier tour | Premier tour |
| Candidats      | Candidats          | Étiquette      | Voix         | %            |
| -------------- | ------------------ | -------------- | ------------ | ------------ |
|                | Jean-Pierre Jarry* | DVD            | 4 244        | 59,53        |
|                | Bernard Pavis      | Verts          | 1 828        | 25,64        |
|                | Catherine Bodin    | PCF            | 743          | 10,42        |
|                | Pierre Bergeron    | FN             | 314          | 4,40         |
|                |                    |                |              |              |
| Inscrits       | Inscrits           | Inscrits       | 11 407       | 100,00       |
| Abstentions    | Abstentions        | Abstentions    | 3 874        | 33,96        |
| Votants        | Votants            | Votants        | 7 533        | 66,04        |
| Blancs et nuls | Blancs et nuls     | Blancs et nuls | 404          | 5,36         |
| Exprimés       | Exprimés           | Exprimés       | 7 129        | 94,64        |

*sortant

### Canton de Poitiers-6
| Candidats      | Candidats           | Étiquette      | Premier tour | Premier tour | Second tour | Second tour |
| Candidats      | Candidats           | Étiquette      | Voix         | %            | Voix        | %           |
| -------------- | ------------------- | -------------- | ------------ | ------------ | ----------- | ----------- |
|                | Jean-Yves Chamard*  | RPR            | 2 245        | 48,03        | 2 665       | 57,42       |
|                | Danièle Rieupeyroux | PS             | 1 147        | 24,54        | 1 976       | 42,58       |
|                | Marie Legrand       | Verts          | 867          | 18,55        |             |             |
|                | Patrick Coronas     | PCF            | 181          | 3,87         |             |             |
|                | Hubert Adeline      | FN             | 170          | 3,64         |             |             |
|                | Laurent Guillemet   | EXG            | 64           | 1,37         |             |             |
|                |                     |                |              |              |             |             |
| Inscrits       | Inscrits            | Inscrits       | 8 409        | 100,00       | 8 409       | 100,00      |
| Abstentions    | Abstentions         | Abstentions    | 3 517        | 41,82        | 3 555       | 42,28       |
| Votants        | Votants             | Votants        | 4 892        | 58,18        | 4 854       | 57,72       |
| Blancs et nuls | Blancs et nuls      | Blancs et nuls | 218          | 4,46         | 213         | 4,39        |
| Exprimés       | Exprimés            | Exprimés       | 4 674        | 95,54        | 4 641       | 95,61       |

*sortant

### Canton de Poitiers-7
| Candidats      | Candidats           | Étiquette      | Premier tour | Premier tour |
| Candidats      | Candidats           | Étiquette      | Voix         | %            |
| -------------- | ------------------- | -------------- | ------------ | ------------ |
|                | Alain Claeys*       | PS             | 3 688        | 50,68        |
|                | Mustapha Karki      | RPR            | 1 449        | 19,91        |
|                | Georges Stupar      | Verts          | 1 013        | 13,92        |
|                | François Barère     | EXG            | 350          | 4,81         |
|                | Jean-Jacques Guérin | PCF            | 301          | 4,14         |
|                | Georges Sales       | FN             | 293          | 4,03         |
|                | Claude Billon       | MNR            | 183          | 2,51         |
|                |                     |                |              |              |
| Inscrits       | Inscrits            | Inscrits       | 13 001       | 100,00       |
| Abstentions    | Abstentions         | Abstentions    | 5 267        | 40,51        |
| Votants        | Votants             | Votants        | 7 734        | 59,49        |
| Blancs et nuls | Blancs et nuls      | Blancs et nuls | 457          | 5,91         |
| Exprimés       | Exprimés            | Exprimés       | 7 277        | 94,09        |

*sortant

### Canton de Saint-Georges-lès-Baillargeaux
| Candidats      | Candidats          | Étiquette      | Premier tour | Premier tour |
| Candidats      | Candidats          | Étiquette      | Voix         | %            |
| -------------- | ------------------ | -------------- | ------------ | ------------ |
|                | Francis Girault*   | DVD            | 3 087        | 53,79        |
|                | Blanka Scarbonchi  | PS             | 1 399        | 24,38        |
|                | Jean-Pierre Nesler | Verts          | 579          | 10,09        |
|                | Pascal Lefebvre    | PCF            | 364          | 6,34         |
|                | Guy David          | FN             | 186          | 3,24         |
|                | Gérard Tête        | MNR            | 124          | 2,16         |
|                |                    |                |              |              |
| Inscrits       | Inscrits           | Inscrits       | 8 814        | 100,00       |
| Abstentions    | Abstentions        | Abstentions    | 2 767        | 31,39        |
| Votants        | Votants            | Votants        | 6 047        | 68,61        |
| Blancs et nuls | Blancs et nuls     | Blancs et nuls | 308          | 5,09         |
| Exprimés       | Exprimés           | Exprimés       | 5 739        | 94,91        |

*sortant

### Canton de Saint-Savin
| Candidats      | Candidats         | Étiquette      | Premier tour | Premier tour |
| Candidats      | Candidats         | Étiquette      | Voix         | %            |
| -------------- | ----------------- | -------------- | ------------ | ------------ |
|                | Michel Brouard*   | PCF            | 1 824        | 56,75        |
|                | Corinne Ingremeau | DVD            | 1 095        | 34,07        |
|                | Yves Vallée       | PS             | 212          | 6,60         |
|                | Jean Guérin       | MNR            | 83           | 2,58         |
|                |                   |                |              |              |
| Inscrits       | Inscrits          | Inscrits       | 4 305        | 100,00       |
| Abstentions    | Abstentions       | Abstentions    | 933          | 21,67        |
| Votants        | Votants           | Votants        | 3 372        | 78,33        |
| Blancs et nuls | Blancs et nuls    | Blancs et nuls | 158          | 4,69         |
| Exprimés       | Exprimés          | Exprimés       | 3 214        | 95,31        |

*sortant

### Canton de La Villedieu-du-Clain
| Candidats      | Candidats        | Étiquette      | Premier tour | Premier tour |
| Candidats      | Candidats        | Étiquette      | Voix         | %            |
| -------------- | ---------------- | -------------- | ------------ | ------------ |
|                | Pierre Cartraud* | PS             | 3 271        | 50,04        |
|                | Catherine Laubus | RPR            | 1 927        | 29,48        |
|                | Daniel Papineau  | Verts          | 705          | 10,78        |
|                | Pascal Fradin    | PCF            | 378          | 5,78         |
|                | Daniel Berne     | FN             | 256          | 3,92         |
|                |                  |                |              |              |
| Inscrits       | Inscrits         | Inscrits       | 9 299        | 100,00       |
| Abstentions    | Abstentions      | Abstentions    | 2 122        | 22,82        |
| Votants        | Votants          | Votants        | 7 177        | 77,18        |
| Blancs et nuls | Blancs et nuls   | Blancs et nuls | 640          | 8,92         |
| Exprimés       | Exprimés         | Exprimés       | 6 537        | 91,08        |

*sortant

### Canton de Vivonne
| Candidats      | Candidats          | Étiquette      | Premier tour | Premier tour |
| Candidats      | Candidats          | Étiquette      | Voix         | %            |
| -------------- | ------------------ | -------------- | ------------ | ------------ |
|                | Robert Geay*       | DVD            | 2 425        | 57,99        |
|                | Patrick Maillou    | PS             | 863          | 20,64        |
|                | Christian Ferdouel | DVD            | 727          | 17,38        |
|                | Jacques Gardille   | FN             | 167          | 3,99         |
|                |                    |                |              |              |
| Inscrits       | Inscrits           | Inscrits       | 6 131        | 100,00       |
| Abstentions    | Abstentions        | Abstentions    | 1 658        | 27,04        |
| Votants        | Votants            | Votants        | 4 473        | 72,96        |
| Blancs et nuls | Blancs et nuls     | Blancs et nuls | 291          | 6,51         |
| Exprimés       | Exprimés           | Exprimés       | 4 182        | 93,49        |

*sortant

### Canton de Vouneuil-sur-Vienne
| Candidats      | Candidats                        | Étiquette      | Premier tour | Premier tour | Second tour | Second tour |
| Candidats      | Candidats                        | Étiquette      | Voix         | %            | Voix        | %           |
| -------------- | -------------------------------- | -------------- | ------------ | ------------ | ----------- | ----------- |
|                | Gérard Barc*                     | PS             | 2 127        | 40,22        | 2 438       | 51,57       |
|                | Philippe Friederich              | DVD            | 1 909        | 36,10        | 2 290       | 48,43       |
|                | Hélène Weyant                    | Verts          | 591          | 11,18        |             |             |
|                | Jacques Forgeot                  | PCF            | 300          | 5,67         |             |             |
|                | Magalie Servant                  | FN             | 238          | 4,50         |             |             |
|                | Marie-Madeleine de Dietrich Tête | MNR            | 123          | 2,33         |             |             |
|                |                                  |                |              |              |             |             |
| Inscrits       | Inscrits                         | Inscrits       | 7 509        | 100,00       | 7 509       | 100,00      |
| Abstentions    | Abstentions                      | Abstentions    | 1 906        | 25,38        | 2 575       | 34,29       |
| Votants        | Votants                          | Votants        | 5 603        | 74,62        | 4 934       | 65,71       |
| Blancs et nuls | Blancs et nuls                   | Blancs et nuls | 315          | 5,62         | 206         | 4,18        |
| Exprimés       | Exprimés                         | Exprimés       | 5 288        | 94,38        | 4 728       | 95,82       |

*sortant